# Übermorgen
Übermorgen is een nummer van de Duitse zanger Mark Forster uit 2020. Het is de eerste single van zijn vijfde studioalbum Musketiere.
"Übermorgen" kent sterke invloeden uit de new wave en synthpop uit de jaren '80. De tekst gaat over positief naar de toekomst kijken. Het nummer werd een grote hit in het Duitse taalgebied, met een 7e positie in Duitsland.

## Tracklijst
- Muziekdownload

1. "Übermorgen" - 2:43